# Brave (trình duyệt web)
Brave là một trình duyệt web tự do nguồn mở được phát triển bởi Brave Software Inc. dựa trên trình duyệt web Chromium. Trình duyệt này có tính năng chặn quảng cáo và theo dõi trang web. Trong phiên bản tương lai của trình duyệt, công ty dự định sẽ áp dụng một mô hình kinh doanh pay-to-surf.
Tính tới năm 2018, Brave hỗ trợ Windows, macOS, Linux, Android, và iOS. Theo mặc định, phiên bản hiện tại dùng 20 máy tìm kiếm, bao gồm cả đối tác của họ là DuckDuckGo.
Brave đi kèm với một ví BAT (một loại tiền điện tử) có sẵn. Ví này cho phép người dùng hỗ trợ các trang web yêu thích. Người dùng có thể tải ví và phân bổ một lượng BAT được chỉ định cho các trang web ưa thích. Ví có thể được nạp thông qua Bitcoin, Litecoin, Ethereum và BAT token. Chủ thẻ tín dụng sử dụng bộ xử lý thanh toán UPhold. Bạn có thể đặt ngân sách BAT hàng tháng để được phân phối tự động cho các trang web thường truy cập. Bạn cũng có quyền đặt phần trăm được đóng góp. Bạn sẽ không phải xem bất kỳ quảng cáo nào nhưng vẫn hỗ trợ trang web yêu thích của mình
Người dùng có thể kiếm BAT bằng cách duyệt các trang web kích hoạt Brave. Nếu người dùng đồng ý thay thế các quảng cáo thông thường bằng các quảng cáo ẩn danh từ Brave, họ sẽ được trả tiền trong Basic Attention Token (BAT). Người dùng sẽ nhận được 15% doanh thu. Doanh thu phụ thuộc vào thời gian dành cho trình duyệt Brave.
Tuy nhiên, bạn phải kích hoạt quảng cáo Brave vì trình duyệt chặn tất cả quảng cáo theo mặc định. Trước khi nhận bất kỳ khoản thanh toán nào, cần kích hoạt ví BAT token.
Đối với những người dùng không muốn hỗ trợ bất kỳ trang web nào, họ sẽ không kiếm được tiền cũng như đóng góp cho bất kỳ trang web yêu thích nào. Nhưng bù lại có thể duyệt web rất nhanh.